# Саломатова
Саломатова — деревня в Шатровском районе Курганской области.

## История
До 1917 года в составе Саломатовской волости Ялуторовского уезда Тобольской губернии. По данным на 1926 год состояла из 370 хозяйств. В административном отношении являлась центром Саломатовского сельсовета Шатровского района Тюменского округа Уральской области.

## Население
| 1989 | 2002 | 2010 |
| ---- | ---- | ---- |
| 279  | ↘234 | ↘174 |

По данным переписи 1926 года в деревне проживало 1565 человек (723 мужчины и 842 женщины), в том числе: русские составляли 100 % населения.